# Textes du niveau du Nil
Les Textes du niveau du Nil (ou Textes du quai du Nil) sont inscrits sur la terrasse de culte (le « quai ») du temple de Karnak, à Thèbes. Cette terrasse de culte a été construite à l'époque de Ramsès II, mais les rois de la XXIIe à la XXVIe dynastie ont enregistré la hauteur du Nil sur son côté ouest. Les inscriptions sont des documents inestimables car elles sont datées d'années précises du règne d'un roi donné.
La terrasse de culte ne porte aucune inscription datant des premières années du règne de Taharqa, une période dont on sait par d'autres sources qu'elle a été marquée par la sécheresse.
Les Textes du niveau du Nil ont été examinés et enregistrés pour la première fois par Georges Legrain en 1896, puis recollés par Jürgen von Beckerath en 1953. Beaucoup sont aujourd'hui endommagés ou perdus à cause de l'érosion.

## Publications
- Georges Legrain, « Les crues du Nil depuis Sheshonq Ier jusqu’à Psammétique », Zeitschrift für ägyptische Sprache und Altertumskunde, vol. 34,‎ 1896, p. 119–121.
- Georges Legrain, « Textes gravés sur le quai de Karnak », Zeitschrift für Ägyptische Sprache und Altertumskunde, vol. 34,‎ 1896, p. 111–118.
- Jôurgen von Beckerath, « The Nile Record Level Records at Karnak and Their Importance for the History of the Libyan Period (Dynasties XXII and XXIII) », Journal of the American Research Center in Egypt, vol. 5,‎ 1966, p. 43–55 (DOI 10.2307/40000171).
- Gerardus P. F. Broekman, « The Nile Level Records of the Twenty-second and Twenty-third Dynasties in Karnak: A Reconsideration of Their Chronological Order », Journal of Egyptian Archaeology, vol. 88,‎ 2002, p. 163–178 (DOI 10.2307/3822342, JSTOR 3822342).